# O'Brien, Oregon
O'Brien är en så kallad census-designated place i Josephine County i Oregon. Vid 2010 års folkräkning hade O'Brien 504 invånare.